# Landschaftsschutzgebiet Ortsrandlage Settmecke
Das Landschaftsschutzgebiet Ortsrandlage Settmecke mit 11,9 ha Flächengröße liegt an nördlichen Rand von Sundern im Hochsauerlandkreis. Es wurde 2019 bei der Neuaufstellung des Landschaftsplans Sundern durch den Kreistag des Hochsauerlandkreises als Landschaftsschutzgebiet (LSG) des Typs B – Ortsrandlagen, Landschaftscharakter ausgewiesen. Vorher war die Fläche ab 1993 Teil des Landschaftsschutzgebiets Sundern oder ohne Schutzausweisung gewesen. Das LSG grenzt im Süden und Osten teilweise direkt an die Bebauung von Sundern. Im Süden grenzt auch der Geschützter Landschaftsbestandteil Apfelhof Am Franziskus an. Im Norden und Westen grenzt das Landschaftsschutzgebiet Sundern an.

## Beschreibung
Das LSG umfasst ausschließlich Grünlandflächen und kleinere Gehölze.

## Schutzzweck
Die Ausweisung erfolgte u. a. zur Sicherung der Vielfalt und Eigenart der Landschaft im Nahbereich der Ortslage sowie in alten landwirtschaftlichen Vorranggebieten insbesondere durch deren Offenhaltung; Erhaltung der Leistungsfähigkeit des Naturhaushalts hinsichtlich seines Artenspektrums und der Nutzungsfähigkeit der Naturgüter.
Der Landschaftsplan führt als speziellen Schutzzweck auf: „...sichert diese Freiflächen als Übergangsbereich zwischen Bebauung und den angrenzenden Waldflächen.“

## Rechtliche Vorschriften
Wie in den anderen Landschaftsschutzgebieten vom Typ B im Stadtgebiet besteht im LSG ein Verbot, Bauwerke zu errichten. Vom Verbot ausgenommen sind Bauvorhaben für Gartenbaubetriebe, Land- und Forstwirtschaft. Die Untere Naturschutzbehörde kann Ausnahme-Genehmigungen für Bauten aller Art erteilen. Wie in den anderen Landschaftsschutzgebieten vom Typ B in Sundern besteht im LSG ein Verbot der Erstaufforstung und Weihnachtsbaum-, Schmuckreisig- und Baumschul-Kulturen anzulegen.
Wie für alle Landschaftsschutzgebiete vom Typ B im Landschaftsplangebiet wurde das Gebot erlassen das Gebiet durch landwirtschaftlichen Nutzung oder durch geeignete Pflegemaßnahmen von Bewaldung freizuhalten.